# Gastrancistrus marylandensis
Gastrancistrus marylandensis is een vliesvleugelig insect uit de familie Pteromalidae. De wetenschappelijke naam werd voor het eerst geldig gepubliceerd in 1916 door Alexandre Arsène Girault.